# KulturNav
KulturNav je norveška programska storitev v oblaku, ki uporabnikom omogoča ustvarjanje, upravljanje in distribucijo imen avtoritet in terminologije s poudarkom na potrebah muzejev in drugih ustanov kulturne dediščine. Programsko opremo je razvil KulturIT ANS, razvojni projekt pa financira Umetniški svet Norveške.
KulturNav je zasnovan z namenom izboljšanja dostopa do informacij o dediščini v arhivih, knjižnicah in muzejih, pri čemer deluje s skupnimi metapodatki. Tako lahko številne institucije sodelujejo pri pripravi seznama standardnih poimenovanj in terminologije. Metapodatki so objavljeni kot povezani odprti podatki (LOD), ki jih je mogoče nadalje povezati z drugimi viri LOD. Programski vmesnik (API) za branje podatkov trenutno podpira HTTP GET zahteve. Klici API trenutno niso overjeni ali avtorizirani. To pomeni, da sistem vrne samo objavljeno vsebino, ki jo lahko prebere uporabnik. Sistem je bil razvit v okviru Play Framework skupaj s Solr in jQuery.
Podjetje KulturIT, ustanovljeno leta 2013, je v lasti petih norveških in enega švedskega muzeja. Je neprofitna organizacija, ki vse presežke vlaga v razvoj. 
Spletno mesto je bilo predstavljeno 20. januarja 2015, uporablja ga približno 130 muzejev na Norveškem, Švedskem in Alandskih otokih .